# Andrés Rojas (árbitro)
Andrés José Rojas Noguera (Bogotá, Colombia, 12 de mayo de 1984) es un árbitro de fútbol colombiano que ha sido árbitro internacional de la FIFA desde 2017.
Debutó en el Torneo Apertura de la Primera A del 2012.